# 3世纪国家领导人列表

## 亞洲
- 中國
  - 東漢皇帝：漢獻帝（189年－220年）
    - 實質掌權者: 曹操
    - 主要州牧：曹操、袁紹、孙权、劉表、劉璋、劉備、馬騰

  - 曹魏皇帝：魏文帝（220年－226年）
  - 曹魏皇帝：魏明帝（226年－239年）
  - 曹魏皇帝：曹芳（239年－254年）
  - 曹魏皇帝：曹髦（254年－260年）
  - 曹魏皇帝：曹奂（260年－265年）
    - 實質掌權者: 司馬懿、司馬師、司馬昭

  - 蜀漢皇帝：刘备（221年－223年）
  - 蜀漢皇帝：刘禅（223年－263年）
  - 东吴皇帝：孙权（229年－252年）
  - 东吴皇帝：孙亮（252年－258年）
  - 东吴皇帝：孙休（258年－264年）
  - 东吴皇帝：孙皓（264年－280年）
  - 西晋皇帝：晋武帝（265年－290年）
  - 西晋皇帝：晋惠帝（290年－306年）
- 日本
  - 君主：
    1. 神功皇后（攝政，200年－270年）
- 泰米尔哲罗（Chera）王朝
  - 君主：Tagadur Erinda Perumcheral（185年－201年）

## 欧洲
- 爱尔兰 (High King of Ireland)
  - 君主：Lugaid mac Con（173年－203年）
- 罗马帝国（塞維魯王朝）
  - 君主：塞普蒂米烏斯·塞維魯（193年－211年）
  - 执政官：
    1. Tiberius Claudius Severus Proculus（200年－201年）
    2. Gaius Aufidius Victorinus, 200年－201年）

## 非洲
- 库什王朝 (Kush)
  - 君主：
    1. Teritedakhatey国王，（200年－215年）